# Onthophagus cavernicollis
Onthophagus cavernicollis es una especie de insecto del género Onthophagus de la familia Scarabaeidae del orden Coleoptera.
 Fue descrita en 1963 por Howden & Cartwright.
Mide 7.5 a 11.2 mm. Se encuentra al sur de los Estados Unidos. Es posible que esté asociado con estiércol de murciélagos.